# The Eve of the War
"The Eve of the War" is een nummer van de Amerikaans muzikant Jeff Wayne en zanger Justin Hayward. Het nummer verscheen op Wayne's debuutalbum Jeff Wayne's Musical Version of The War of the Worlds uit 1978. Dat jaar werd het nummer uitgebracht als de eerste single van het album.

## Achtergrond
"The Eve of the War" is het eerste nummer op Wayne's conceptalbum gebaseerd op de roman The War of the Worlds van H.G. Wells. Acteur Richard Burton spreekt de stem in van de verteller van het verhaal, een journalist, terwijl The Moody Blues-zanger Justin Hayward driemaal het couplet zingt. In een interview met het televisieprogramma Top 2000 à Go-Go vertelde Wayne over de totstandkoming van het album: "Ik las in die tijd allerlei boeken, en The War of the Worlds was op dat moment het enige waarbij ik me muziek kon voorstellen. Nog geen melodieën, maar ik was onder de indruk van het boek van H.G. Wells. Het zat vol ideeën die ik als musicus, componist en producer spannend vond." Wayne wilde, in navolging van hoorspelen en films, een muzikale versie van het boek maken, maar wist dat hij een album met popmuziek moest maken om een groot publiek aan te kunnen spreken.
De titel van "The Eve of the War" is afkomstig van het gelijknamige eerste hoofdstuk van de roman van Wells. Wayne zag dit als een ouverture die hem de kans bood om de toon voor de rest van het album te zetten. Hij wilde het schrijven vanuit het oogpunt van de aardbewoners. Hij vertelde hierover: "Als ik de strijkerssectie gebruik [tijdens concerten], doe ik dat doorgaans, of eigenlijk altijd, als we het verhaal vanuit de mens bekijken. Als het zwaarder en elektronischer wordt, bekijken we het vauit de ogen van de Marsbewoners." Over de inhoud van de ouverture vertelde hij: "We horen dat de journalist een goede vriend heeft: Ogilvy, die astronoom is. De journalist gaat naar zijn sterrenwacht en ziet daar een groene flits aan de hemel. Ogilvy zegt tegen hem: 'Wees niet bang, de kans dat er iets van Mars komt is een op een miljoen'. Dat leek mij een goede tekst, en het is een mooi contrast met het feit dat er wel iets komt. [...] Die frase in de strijkers is de angst dat er wel iets komt, terwijl ons gezegd wordt: 'Er komt niks'."
Waar in de meeste landen de opvolgende single "Forever Autumn" de grootste hit werd, bereikte "The Eve of the War" in het Nederlandse taalgebied juist de hoogste noteringen. In Nederland kwam het tot de derde plaats in zowel de Top 40 als de Nationale Hitparade, terwijl in de Vlaamse Ultratop 50 de vijfde plaats werd bereikt. In 1989 maakte de Nederlandse producer Ben Liebrand een remix van het nummer, dat eveneens een hit wordt met een negende plaats in de Nationale Hitparade Top 100 en een 38e plaats in de Vlaamse Ultratop. Opvallend genoeg kwam de originele versie destijds opnieuw binnen in de Top 40, waar het ditmaal de twaalfde plaats behaalde.
In 1981 werd "The Eve of the War" door het studioproject Stars on 45 gebruikt als het laatste nummer in de medley Stars on 45 volume 3. In 1987 zette BZN een cover van het nummer op hun livealbum BZN live - 20 jaar, gecombineerd met een drumsolo door Jack Veerman. Ook nam de Australische progressieve metalband Alchemist het nummer op als titeltrack voor een ep uit 1998, en in 2022 werd het gecoverd door de Canadese synthpopgroep TWRP.

## Hitnoteringen

### Jeff Wayne

#### Nederlandse Top 40
| Hitnotering week 1 t/m 10: 26-08-1978 t/m 28-10-1978 Hitnotering week 11 t/m 18: 13-05-1989 t/m 01-07-1989 | Hitnotering week 1 t/m 10: 26-08-1978 t/m 28-10-1978 Hitnotering week 11 t/m 18: 13-05-1989 t/m 01-07-1989 | Hitnotering week 1 t/m 10: 26-08-1978 t/m 28-10-1978 Hitnotering week 11 t/m 18: 13-05-1989 t/m 01-07-1989 | Hitnotering week 1 t/m 10: 26-08-1978 t/m 28-10-1978 Hitnotering week 11 t/m 18: 13-05-1989 t/m 01-07-1989 | Hitnotering week 1 t/m 10: 26-08-1978 t/m 28-10-1978 Hitnotering week 11 t/m 18: 13-05-1989 t/m 01-07-1989 | Hitnotering week 1 t/m 10: 26-08-1978 t/m 28-10-1978 Hitnotering week 11 t/m 18: 13-05-1989 t/m 01-07-1989 | Hitnotering week 1 t/m 10: 26-08-1978 t/m 28-10-1978 Hitnotering week 11 t/m 18: 13-05-1989 t/m 01-07-1989 | Hitnotering week 1 t/m 10: 26-08-1978 t/m 28-10-1978 Hitnotering week 11 t/m 18: 13-05-1989 t/m 01-07-1989 | Hitnotering week 1 t/m 10: 26-08-1978 t/m 28-10-1978 Hitnotering week 11 t/m 18: 13-05-1989 t/m 01-07-1989 | Hitnotering week 1 t/m 10: 26-08-1978 t/m 28-10-1978 Hitnotering week 11 t/m 18: 13-05-1989 t/m 01-07-1989 | Hitnotering week 1 t/m 10: 26-08-1978 t/m 28-10-1978 Hitnotering week 11 t/m 18: 13-05-1989 t/m 01-07-1989 | Hitnotering week 1 t/m 10: 26-08-1978 t/m 28-10-1978 Hitnotering week 11 t/m 18: 13-05-1989 t/m 01-07-1989 | Hitnotering week 1 t/m 10: 26-08-1978 t/m 28-10-1978 Hitnotering week 11 t/m 18: 13-05-1989 t/m 01-07-1989 | Hitnotering week 1 t/m 10: 26-08-1978 t/m 28-10-1978 Hitnotering week 11 t/m 18: 13-05-1989 t/m 01-07-1989 | Hitnotering week 1 t/m 10: 26-08-1978 t/m 28-10-1978 Hitnotering week 11 t/m 18: 13-05-1989 t/m 01-07-1989 | Hitnotering week 1 t/m 10: 26-08-1978 t/m 28-10-1978 Hitnotering week 11 t/m 18: 13-05-1989 t/m 01-07-1989 | Hitnotering week 1 t/m 10: 26-08-1978 t/m 28-10-1978 Hitnotering week 11 t/m 18: 13-05-1989 t/m 01-07-1989 | Hitnotering week 1 t/m 10: 26-08-1978 t/m 28-10-1978 Hitnotering week 11 t/m 18: 13-05-1989 t/m 01-07-1989 | Hitnotering week 1 t/m 10: 26-08-1978 t/m 28-10-1978 Hitnotering week 11 t/m 18: 13-05-1989 t/m 01-07-1989 | Hitnotering week 1 t/m 10: 26-08-1978 t/m 28-10-1978 Hitnotering week 11 t/m 18: 13-05-1989 t/m 01-07-1989 | Hitnotering week 1 t/m 10: 26-08-1978 t/m 28-10-1978 Hitnotering week 11 t/m 18: 13-05-1989 t/m 01-07-1989 |
| Week | 1 | 2 | 3 | 4 | 5 | 6 | 7 | 8 | 9 | 10 | | 11 | 12 | 13 | 14 | 15 | 16 | 17 | 18 | |
| --- | --- | --- | --- | --- | --- | --- | --- | --- | --- | --- | --- | --- | --- | --- | --- | --- | --- | --- | --- | --- |
| Positie | 17 | 10 | 5 | 4 | 3 | 3 | 6 | 8 | 31 | 38 | uit | 27 | 18 | 15 | 12 | 12 | 15 | 27 | 40 | uit |

#### Nationale Hitparade
| Hitnotering: 26-08-1978 t/m 11-11-1978 | Hitnotering: 26-08-1978 t/m 11-11-1978 | Hitnotering: 26-08-1978 t/m 11-11-1978 | Hitnotering: 26-08-1978 t/m 11-11-1978 | Hitnotering: 26-08-1978 t/m 11-11-1978 | Hitnotering: 26-08-1978 t/m 11-11-1978 | Hitnotering: 26-08-1978 t/m 11-11-1978 | Hitnotering: 26-08-1978 t/m 11-11-1978 | Hitnotering: 26-08-1978 t/m 11-11-1978 | Hitnotering: 26-08-1978 t/m 11-11-1978 | Hitnotering: 26-08-1978 t/m 11-11-1978 | Hitnotering: 26-08-1978 t/m 11-11-1978 | Hitnotering: 26-08-1978 t/m 11-11-1978 | Hitnotering: 26-08-1978 t/m 11-11-1978 |
| Week                                   | 1                                      | 2                                      | 3                                      | 4                                      | 5                                      | 6                                      | 7                                      | 8                                      | 9                                      | 10                                     | 11                                     | 12                                     |                                        |
| -------------------------------------- | -------------------------------------- | -------------------------------------- | -------------------------------------- | -------------------------------------- | -------------------------------------- | -------------------------------------- | -------------------------------------- | -------------------------------------- | -------------------------------------- | -------------------------------------- | -------------------------------------- | -------------------------------------- | -------------------------------------- |
| Positie                                | 29                                     | 13                                     | 7                                      | 5                                      | 3                                      | 9                                      | 10                                     | 12                                     | 21                                     | 31                                     | 47                                     | 41                                     | uit                                    |

#### NPO Radio 2 Top 2000
| Nummer met noteringen in de NPO Radio 2 Top 2000 | '99 | '00 | '01 | '02 | '03 | '04  | '05  | '06  | '07  | '08  | '09  | '10 | '11  | '12 | '13 | '14 | '15 | '16  | '17  | '18  | '19  | '20  | '21  | '22  | '23  | '24 |
| ------------------------------------------------ | --- | --- | --- | --- | --- | ---- | ---- | ---- | ---- | ---- | ---- | --- | ---- | --- | --- | --- | --- | ---- | ---- | ---- | ---- | ---- | ---- | ---- | ---- | --- |
| The Eve of the War                               | 449 | 653 | 641 | 628 | 710 | 1088 | 1075 | 1244 | 1287 | 1048 | 1065 | 878 | 1172 | 640 | 646 | 729 | 990 | 1244 | 1379 | 1049 | 1099 | 1353 | 1379 | 1269 | 1315 | 867 |

1. ↑  Een vetgedrukt getal geeft de hoogste notering aan.

### Ben Liebrand

#### Nationale Hitparade Top 100
| Hitnotering: 22-04-1989 t/m 29-07-1989 | Hitnotering: 22-04-1989 t/m 29-07-1989 | Hitnotering: 22-04-1989 t/m 29-07-1989 | Hitnotering: 22-04-1989 t/m 29-07-1989 | Hitnotering: 22-04-1989 t/m 29-07-1989 | Hitnotering: 22-04-1989 t/m 29-07-1989 | Hitnotering: 22-04-1989 t/m 29-07-1989 | Hitnotering: 22-04-1989 t/m 29-07-1989 | Hitnotering: 22-04-1989 t/m 29-07-1989 | Hitnotering: 22-04-1989 t/m 29-07-1989 | Hitnotering: 22-04-1989 t/m 29-07-1989 | Hitnotering: 22-04-1989 t/m 29-07-1989 | Hitnotering: 22-04-1989 t/m 29-07-1989 | Hitnotering: 22-04-1989 t/m 29-07-1989 | Hitnotering: 22-04-1989 t/m 29-07-1989 | Hitnotering: 22-04-1989 t/m 29-07-1989 | Hitnotering: 22-04-1989 t/m 29-07-1989 |
| Week                                   | 1                                      | 2                                      | 3                                      | 4                                      | 5                                      | 6                                      | 7                                      | 8                                      | 9                                      | 10                                     | 11                                     | 12                                     | 13                                     | 14                                     | 15                                     |                                        |
| -------------------------------------- | -------------------------------------- | -------------------------------------- | -------------------------------------- | -------------------------------------- | -------------------------------------- | -------------------------------------- | -------------------------------------- | -------------------------------------- | -------------------------------------- | -------------------------------------- | -------------------------------------- | -------------------------------------- | -------------------------------------- | -------------------------------------- | -------------------------------------- | -------------------------------------- |
| Positie                                | 80                                     | 61                                     | 43                                     | 31                                     | 17                                     | 12                                     | 9                                      | 9                                      | 11                                     | 12                                     | 19                                     | 27                                     | 57                                     | 77                                     | 95                                     | uit                                    |